# 木村匡良
木村 匡良 （きむら まさよし、1962年5月16日 - ）は日本の検察官、公証人。秋田地方検察庁検事正を経て、大津地方検察庁検事正を経て、岡山地方検察庁検事正。
東京地方検察庁特別捜査部勤務の際、陸山会事件の捜査の主任検事であった。部下の田代政弘らと共謀して虚偽の捜査報告書を検察審査会に提出し、小沢一郎の起訴相当議決をさせたとして、偽計業務妨害罪で健全な法治国家のために声をあげる市民の会から告発されたが、不起訴となった。なお、法務大臣からは戒告の懲戒処分を受けた。

## 経歴
愛知県北名古屋市出身。東京大学法学部卒業後、1990年検察官任官。東京地方検察庁検事を経て、2010年東京地方検察庁立川支部検事。名古屋高等検察庁検事を経て、2014年さいたま地方検察庁刑事部長。2016年横浜地方検察庁小田原支部長。2018年秋田地方検察庁検事正兼仙台高等検察庁秋田支部長。2019年大津地方検察庁検事正。2021年岡山地方検察庁検事正。2022年辞職、板橋公証役場公証人。

## 虚偽の捜査報告書について
- 田代政弘が作成した虚偽の捜査報告書は検察審査会に提出されており、小沢一郎の起訴相当議決の大きな要因になった可能性があるとされる。東京地方裁判所は2012年4月26日の小沢一郎への判決で、「検察官が、公判において証人となる可能性の高い重要な人物に対し、任意性に疑いのある方法で取り調べて供述調書を作成し、その取調状況について事実に反する内容の捜査報告書を作成した上で、これらを検察審査会に送付するなどということは、あってはならないことである」「本件の審理経過等に照らせば、本件においては事実に反する内容の捜査報告書が作成された理由経緯等の詳細や原因の究明等については、検察庁等において、十分調査等の上で対応がなされることが相当であるというべきである」と論じ、検察を厳しく批判した[10]。
- この問題について石川知裕の取り調べ責任者であった田代は、「健全な法治国家のために声をあげる市民の会」から虚偽有印公文書作成・行使と偽証の容疑で2012年1月12日に告発された。さらに同会は、2012年6月27日に木村のほか、陸山会事件の捜査に関わった佐久間達哉、大鶴基成、齋藤隆博、吉田正喜、堺徹の各検事を検察審査会に対する偽計業務妨害や虚偽有印公文書作成・行使、犯人隠避などで告発した。
- また、2012年5月2日夜に、インターネット上に供述録とされるもの[11]、及び調書とされるもの[12]の2文書が投稿された。
- 健全な法治国家のために声をあげる市民の会は、2012年8月23日の検察審査会申し入れ書の別紙において、この「木村報告書」について「常軌を逸したものである」「徹頭徹尾、小沢氏の起訴議決を引き出そうという露骨なまでの意図が明らかな文書」「検察審査会審査員に読ませて誤誘導することが目的」と厳しく非難した[1]。
- この虚偽の捜査報告書の作成について、当時の法務大臣・小川敏夫は、検察が田代個人の記憶違いとして幕引きを図っているのはおかしいとして、再調査指示の指揮権発動を内閣総理大臣・野田佳彦（当時）に相談したが認められなかった、と述べた。また小川はインタビューにおいて、この件が理由で解任されたことをほのめかしている[13]。
- 2012年6月27日付けで、刑事処分としては不起訴 となった。なお、法務大臣からは戒告の懲戒処分を受けた[2]。
- 不起訴処分を受けて、「健全な法治国家のために声をあげる市民の会」は、2012年8月23日、田代を虚偽有印公文書作成及び行使と偽証、元東京地検特捜部長・佐久間達哉と元東京地検特捜部検事・木村匡良を虚偽有印公文書作成及び行使の共犯で、検察審査会に申し立てを行った[1]。
- 2013年4月19日に東京第一検察審査会は、田代の不起訴不当を、元上司について不起訴相当をそれぞれ議決した[14]。
- 2013年8月12日、「健全な法治国家のために声をあげる市民の会」は、田代政弘及び木村が「石川議員の逮捕状を請求するために、事実と異なる内容を記載していた」件について、虚偽有印公文書作成及び行使容疑で、最高検察庁に告発した[15]。

## 主な担当事件
陸山会事件
東京地検特捜部に勤務していた際に担当。